# Lamecosoma inermis
Lamecosoma inermis är en insektsart som beskrevs av David R. Ragge 1961. Lamecosoma inermis ingår i släktet Lamecosoma och familjen vårtbitare. Inga underarter finns listade i Catalogue of Life.